# Helen B. Taussigová
Helen Brooke Taussigová (24. května 1898 Cambridge – 20. května 1986 Chester County) byla americká kardioložka, zakladatelka oboru dětské kardiochirurgie. Proslavila se rozvojem operativní metody, která zachránila život dětem s vrozenou srdeční vadou, tzv. Fallotovou tetralogií, nazývanou syndrom modrých dětí. Tato metoda byla v praxi poprvé uplatněna v nemocnici Johna Hopkinse v Baltimore. Je známá pod názvem operace Blalock-Taussig (někdy též Blalock-Thomas-Taussig), což jsou příjmení lékařů, kteří se podíleli na jejím provedení.

## Životopis

### Mládí a studium
Helen Taussigová se narodila v Cambridge v Massachusetts jako nejmladší ze čtyř dětí ekonoma Franka W. Taussiga, který vyučoval na Harvardu a byl poradcem prezidenta Woodrowa Wilsona, a Edith Taussigové, rozené Guildové, jedné z prvních studentek na dívčí koleji Radcliffe. Matka zemřela, když bylo Helen jedenáct let. Ona sama byla často nemocná, učila se doma, při tom bojovala s dyslexií. Po maturitě na Cambridgeské dívčí škole v roce 1917 studovala nejprve dva roky na Radcliffe College a později na Kalifornské univerzitě v Berkeley, kde v roce 1921 získala titul bakaláře. Chtěla studovat medicínu, ale na Harvardu v té době ženy ještě nepřijímali, proto se zapsala do kurzů anatomie na Bostonské univerzitě. Ve studiu pokračovala na Johns Hopkins University School of Medicine v Baltimore a v roce 1927 ji ukončila s titulem doktorky medicíny. Nastoupila jako řadová lékařka do nemocnice Johna Hopkinse v Baltimore, kde pracovala rok na oddělení kardiologie a dva roky na dětském oddělení. V té době byla postižen poruchou sluchu a musela používat naslouchátko. Naučila se také odezírat ze rtů a vyšetřovat pacienty pomocí svých prstů.

### Profesionální kariéra
V roce 1930 se Taussigová stala vedoucí nově zřízeného oddělení dětské kardiologie, kde pracovala až do roku 1963, kdy se stala emeritní profesorkou pediatrie. Věnovala se revmatické horečce a vrozeným srdečním vadám, především Fallotově tetralogii. Zjistila příčinu cyanózy novorozenců, tzv. syndromu modrých dětí a navrhla operační řešení spočívající ve spojení podklíčkové tepny s plícnicí, kterým se zvýší množství krve protékající a okysličované plícemi. První operace v roce 1944, která vedla ke zmírnění cyanózy, byla úspěšná a rychle si získala celosvětový ohlas. Provedl ji tým v čele s chirurgem Alfredem Blalockem a jeho asistentem Vivianem Thomasem. Metoda nese podle svých tvůrců název Blalock-Taussig (někdy také Blalock-Thomas-Taussig). V roce 1947 vyšla Taussigové kniha Vrozené malformace srdce, v níž popsala nejen nové diagnostické techniky, ale také různé typy možných chirurgických výkonů. Stala se jednou ze základních učebnic kardiochirurgie.

### Závěr života
Taussigová odešla do penze v roce 1963, ale byla stále aktivní. Pokračovala v pedagogické práci, přednášela, psala. Dvacet let působila v Delawarském přírodovědeckém muzeu, kde pokračovala ve výzkumech srdce. Na ptačích srdcích zkoumala genetický základ pro určité vrozené srdeční vady. Obhajovala používání zvířat v lékařském výzkumu, bojovala za legalizaci potratů. za rozšíření paliativní a hospicové péče. Angažovala se v hnutí za zákaz podávání léku Thalidomid (Contergen) těhotným ženám, protože způsoboval poškození plodu.
Taussigová neměla vlastní rodinu, ale udržovala časté styky se sourozenci, kolegy i bývalými pacienty. Milovala svou zahradu a každý rok v květnu pořádala pro své přátele a spolupracovníky zahradní slavnost. Při té příležitosti probíhala odborná diskuse a jednání, která jí umožňovala udržet kontakt s problematikou a podílet se na jejím vývoji.
Dne 20. května 1986, čtyři dny před 88. narozeninami, zahynula při dopravní nehodě, když řídila auto s přáteli, které vezla k místním volbám.

## Ocenění
V roce 1965 se jako první žena a první dětská kardioložka stala prezidentkou American Heart Association.
V roce 1947 jí Francie udělila řád Čestné legie. V USA získala mnoho ocenění a čestných medailí. V roce 1957 byla přijata za členku Americké Akademie umění a věd, v roce 1975 byla zvolena do Národní akademie věd (NAS) . Byla členkou mnoha odborných profesních společností, mezi jiným Americké pediatrické společnosti, Společnosti pro pediatrický výzkum, ACP American College of Physicians.